# Чернечий провулок
Черне́чий прову́лок — зниклий провулок, що існував у Подільському районі міста Києва, місцевість Поділ. Пролягав від Межигірської вулиці.

## Історія
Провулок виник не пізніше 1-ї третини XIX століття під назвою Чернеча вулиця, зазначений під такою назвою на карті 1837 року. Після 1950-х років вживалася назва Чернечий провулок. Первісно пролягав від Костянтинівської вулиці. Починався між будинками № 64 та 66 по Костянтинівській вулиці до Набережно-Лугової вулиці між будинками № 23 та 25, з 1940-х років був скорочений.
Ліквідований у 1977 році у зв'язку з частковою зміною забудови.